# Alba Berlin Basketballteam 2012-2013
Questa voce raccoglie le informazioni riguardanti l'Alba Berlin Basketballteam nelle competizioni ufficiali della stagione 2012-2013.

## Stagione
La stagione 2012-2013 dell'Alba Berlin Basketballteam è la 22ª nel massimo campionato tedesco di pallacanestro, la Basketball-Bundesliga.

## Roster
Aggiornato al 24 agosto 2019.
| Alba Berlin 2012-13 | Alba Berlin 2012-13 |
| Giocatori           | Staff tecnico       |
| ------------------- | ------------------- |

| N. | Naz.                                           | Ruolo | Nome               | Anno | Alt.   | Peso   |  |
| -- | ---------------------------------------------- | ----- | ------------------ | ---- | ------ | ------ |  |
| 5  | Serbia (bandiera)                              | P     | Vule Avdalović     | 1981 | 187 cm | 84 kg  |  |
| 6  | Germania (bandiera)                            | AG    | Sven Schultze (C)  | 1978 | 208 cm | 110 kg |  |
| 7  | Germania (bandiera)                            | G     | Joey Ney           | 1992 | 197 cm |        |  |
| 8  | Germania (bandiera)                            | P     | Heiko Schaffartzik | 1984 | 183 cm | 83 kg  |  |
| 9  | Stati Uniti (bandiera)                         | AG    | Deon Thompson      | 1988 | 204 cm | 108 kg |  |
| 10 | Germania (bandiera)                            | G     | Sebastian Fülle    | 1992 | 192 cm | 80 kg  |  |
| 11 | Stati Uniti (bandiera)                         | AP    | Derrick Byars      | 1984 | 201 cm | 100 kg |  |
| 13 | Germania (bandiera)                            | AG    | Steven Monse       | 1990 | 198 cm | 95 kg  |  |
| 14 | Bosnia ed Erzegovina (bandiera)                | GA    | Nihad Đedović      | 1990 | 196 cm | 86 kg  |  |
| 15 | Stati Uniti (bandiera)                         | AG    | Brian Randle       | 1985 | 203 cm | 100 kg |  |
| 19 | Spagna (bandiera)                              | C     | Albert Miralles    | 1982 | 208 cm | 110 kg |  |
| 21 | Germania (bandiera)                            | AP    | David Herwig       | 1993 | 195 cm | 85 kg  |  |
| 23 | Stati Uniti (bandiera)                         | P     | DaShaun Wood       | 1985 | 185 cm | 80 kg  |  |
| 24 | Costa d'Avorio (bandiera) · Francia (bandiera) | C     | Ali Traoré         | 1985 | 208 cm | 113 kg |  |
| 25 | Stati Uniti (bandiera)                         | G     | Je'Kel Foster      | 1983 | 192 cm | 95 kg  |  |
| 34 | Germania (bandiera)                            | C     | Yassin Idbihi      | 1983 | 208 cm | 107 kg |  |
| 44 | Stati Uniti (bandiera)                         | AG    | Zach Morley        | 1983 | 203 cm | 100 kg |  |
|    | Stati Uniti (bandiera) · Porto Rico (bandiera) | AG    | Nathan Peavy       | 1985 | 203 cm | 103 kg |  |

| Allenatore                                                                                |
| - Saša Obradović                                                                          |
| Assistente/i                                                                              |
| - Milenko Bogićević - Mauricio Parra Legenda - (C) Capitano - (IN) Inattivo - Infortunato |

## Mercato

### Sessione estiva
| Acquisti | Acquisti        | Acquisti         | Acquisti   | Acquisti |
| R.       | Nome            | da               | Modalità   |          |
| -------- | --------------- | ---------------- | ---------- | -------- |
| GA       | Nihad Đedović   | Barcellona       | definitivo |          |
| P        | Vule Avdalović  | Donec'k          | definitivo |          |
| C        | Albert Miralles | Pall. Biella     | definitivo |          |
| AG       | Deon Thompson   | Olimpija Lubiana | definitivo |          |
| AG       | Zach Morley     | Budivelnyk Kiev  | definitivo |          |
| AG       | Nathan Peavy    | Artland Dragons  | definitivo |          |

| Cessioni | Cessioni           | Cessioni          | Cessioni       | Cessioni |
| R.       | Nome               | a                 | Modalità       |          |
| -------- | ------------------ | ----------------- | -------------- | -------- |
| AG       | Derrick Allen      | Spirou Charleroi  | fine contratto |          |
| G        | Lucca Staiger      | R. Ludwigsburg    | fine contratto |          |
| G        | Giannīs Kalampokīs | Kolossos Rodi     | fine contratto |          |
| C        | Torin Francis      | Aliağa Petkim     | fine contratto |          |
| GA       | Kyle Weaver        | Memphis Grizzlies | fine contratto |          |
| AP       | Marko Simonović    | Stella Rossa      | fine contratto |          |
| G        | Bryce Taylor       | Artland Dragons   | fine contratto |          |

### Dopo l'inizio della stagione
| Acquisti | Acquisti      | Acquisti         | Acquisti         | Acquisti   |
| R.       | Nome          | da               | Data             | Modalità   |
| -------- | ------------- | ---------------- | ---------------- | ---------- |
| AG       | Brian Randle  | Free agent       | 10 ottobre 2012  | definitivo |
| AP       | Derrick Byars | Free agent       | novembre 2012    | definitivo |
| G        | Je'Kel Foster | Spirou Charleroi | 15 dicembre 2012 | definitivo |
| C        | Ali Traoré    | Stella Rossa     | 18 febbraio 2013 | definitivo |

| Cessioni | Cessioni     | Cessioni        | Cessioni      | Cessioni       |
| R.       | Nome         | a               | Data          | Modalità       |
| -------- | ------------ | --------------- | ------------- | -------------- |
| AG       | Brian Randle | Hapoel Tel Aviv | febbraio 2013 | fine contratto |